# Битва під Косуличами
Битва під Косуличами або битва під Карачевом — битва московсько-річпосполитської війни 1654—1667 років 13 (року під час Московського походу Яна II Казимира).
Після невдалої облоги Глухова король підійшов до Сєвська, звідки в руйнівний рейд углиб московських земель був посланий великий загін на чолі з Олександром Полубінським та Стефаном Бідзінським, у складі якого були дві тисячі кримських татар. Це військо зійшлося в бою при Косуличах з московськими загоном під керівництвом Івана Прозоровського, що йшов в авангарді більшого війська Якова Черкаського. Незважаючи на значну чисельну перевагу військ речі Посполитої, московити люто билися і завдали війську Яна II Казимира чутливі втрати. Найбільше, як завжди, відзначилася московська стрілецька піхота, що стійко відбивала атаки противника. Оскільки чисельна перевага польсько-литовсько-кримського війська залишалася значною, Прозоровський, бажаючи уникнути великої битви, відвів військо до Карачева. Відхід відбувався в повному бойовому порядку і, як видно з участі його загону в наступних бойових зіткненнях, зокрема, в битві під Дроковом, сильних втрат він не зазнав. Полубінський, дізнавшись від полонених про військо Якова Черкаського, що наближається з Болхова, вирішив не продовжувати свій рейд (за деякими даними, король посилав його аж під Калугу), хоча його люди і встигли розорити кілька повітів і вивести кілька тисяч полону. Потім військо повернулося до основної королівської армії, яка розпочала відступ у бік Могильова.
Битва під Косуличами стала найзначнішою польовою битвою в зимовій кампанії 1663—1664 років і зупинила просування військ Речі Посполитої, які були змушені розпочати виведення своєї кінноти зі спустошливого рейду по території, що була розорена. Сотники московських стрілецьких приказів були винагороджені за бій під Косуличами «сукном аглінським».
Польські мемуаристи та історики в дусі пропаганди свого часу зобразили рейд Полубінського як украй успішний, заявивши про спалення 1500 сіл, захоплення десятків тисяч полону і перемогу над переважаючим військом ворога.